# Paralithodes camtschaticus

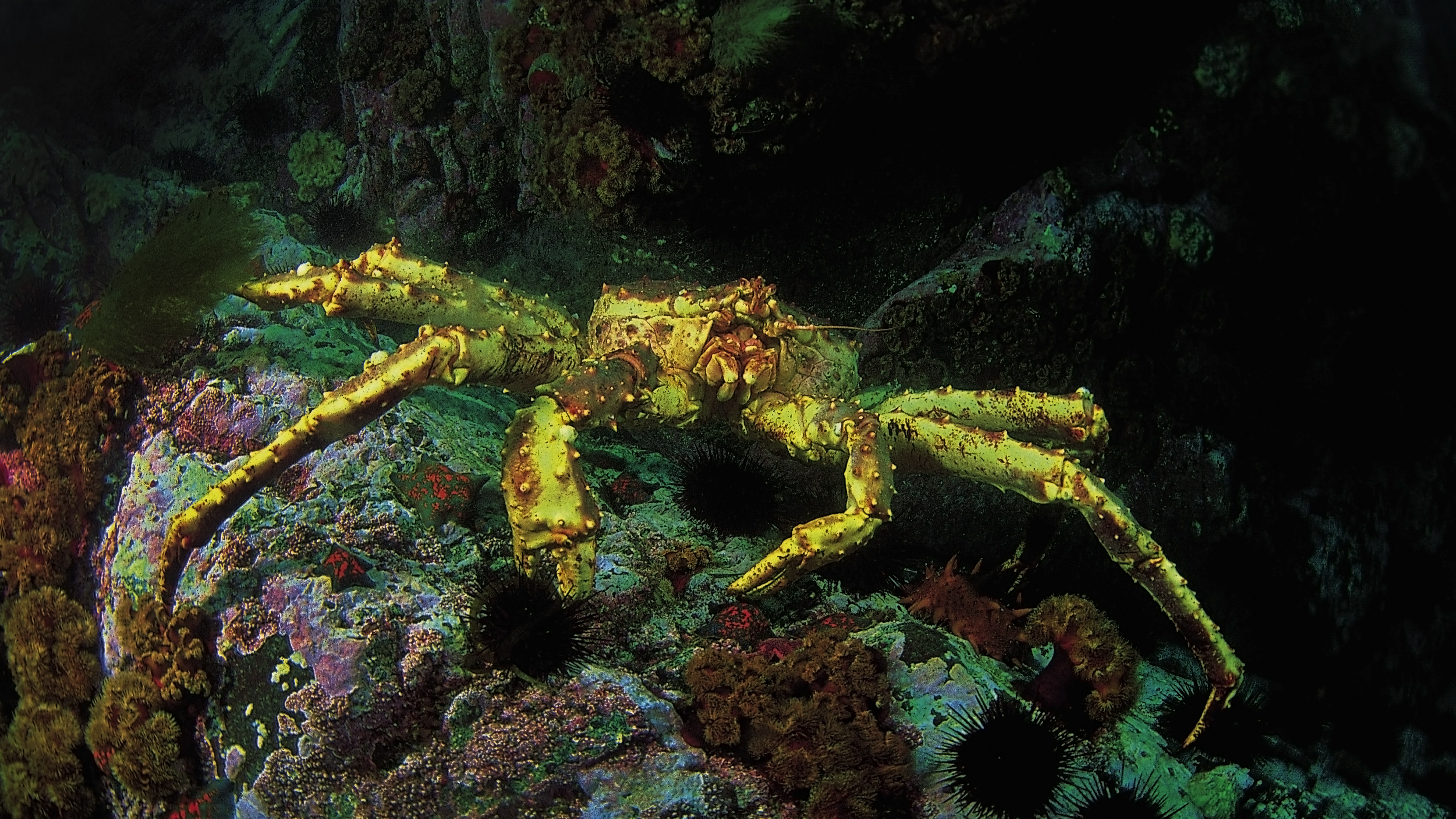
Paralithodes camtschaticus

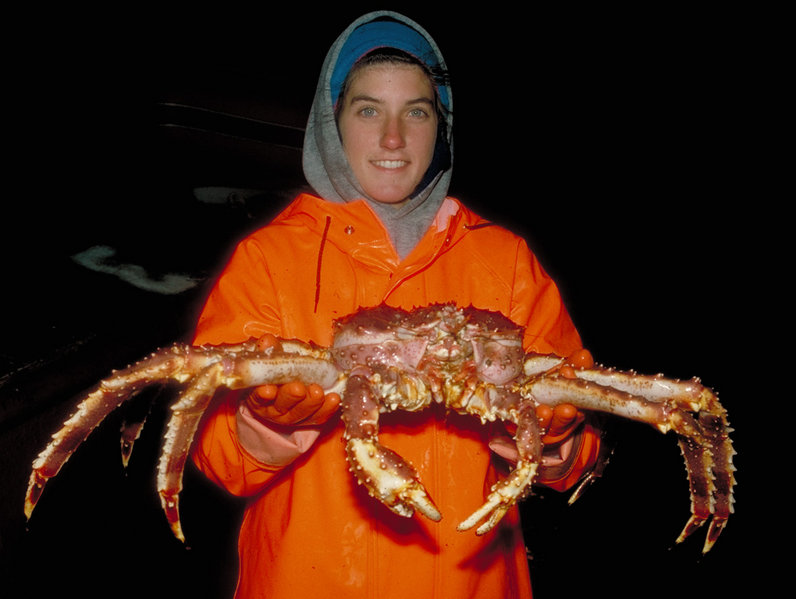
Ejemplar capturado.

El cangrejo rojo gigante, cangrejo de Kamchatka o centollo de Alaska, (Paralithodes camtschaticus) es una especie de crustáceo decápodo litódido nativo del mar de Bering. Crece hasta una separación entre las patas de 1,8 metros, y está fuertemente demandado por la pesca debido a su apreciado valor culinario y económico.

## Descripción
Los cangrejos gigantes pueden ser muy grandes, a veces alcanzan una anchura de caparazón de 28 cm y una envergadura de patas de 1,8 m. Fue nombrado así por el color que resulta cuando se cocina, en lugar del color de un animal vivo, que tiende a ser más borgoña.

## Distribución
El cangrejo rojo real es nativo del mar de Bering, en el norte del océano Pacífico, cerca de la península de Kamchatka y las vecinas aguas de Alaska. Fue introducido artificialmente por la Unión Soviética en el fiordo de Múrmansk, el mar de Barents, durante la década de 1960 para proporcionar nuevas capturas, algo valioso para los pescadores soviéticos.

## Comercialización
-Alemania: Entre las grandes comercializadoras, Lobster King es la empresa de referencia en la compra online del cangrejo real.
-España: Una de las mayores distribuidoras de cangrejo real es Arctic Crab. No solo distribuye el cangrejo real sino que dispone de pesqueros propios en los que cuecen y congelan parte de la pesca, ofreciendo cangrejo real crudo y cocido.
-Francia: Crablyder se sitúa a la cabeza en la comercialización de cangrejos enteros en Francia. También distribuye para Mónaco.
-Italia: 24 Fish es una de las grandes distribuidoras de productos del mar en Italia, entre los que destaca el cangrejo real.
-Portugal: La marca Alaska Seafood es una de las grandes distribuidoras de cangrejo real en Portugal.